# Ernest Libérati

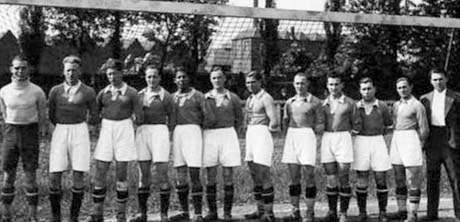
Libérati (2. v. rechts) 1934 mit dem SC Fives

Ernest Libérati (* 22. März 1906 in Oran, Algerien; † 2. Juni 1983) war ein französischer Fußballspieler.

## Vereinskarriere
Der im seinerzeit französischen Algerien geborene Libérati begann seine Karriere im Seniorenbereich beim AC Amiens, einem Amateurverein, über den es hieß, dass dessen Internationale Célestin Delmer, Paul Nicolas und Urbain Wallet nicht nur wegen der guten Luft in die Picardie gekommen seien. Auch Ernest Libérati wurde bei Amiens zum Nationalspieler. Zudem erreichte er mit dieser starken Mannschaft 1930 das Halbfinale im französischen Landespokal.
Mit der Einführung des Profifußballs (1932) wechselte Ernest Libérati zum Liller Vorstadtverein SC Fives, der genau wie der größere Nachbar Olympique Lille in der Division 1 antrat. Fives schloss die Saison als Tabellenvierter der Gruppe B ab, und der Rechtsaußen erzielte selbst elf Treffer. In den Saisons bis 1935 wurde der schnelle, für einen Flügelstürmer sehr torgefährliche Angreifer aufgrund seiner attraktiven Spielweise – er überlief oder umkurvte mit Vorliebe die gegnerischen Verteidiger – zum Publikumsliebling, ohne dabei zu eigensinnig zu sein. 1933/34 gelang dem SC Fives sogar die Vizemeisterschaft in der nunmehr eingleisigen Liga und Libérati erhöhte sein Torkonto auf diesmal 15 Treffer. Im Jahr darauf schwächelte die nominell gut besetzte Mannschaft (zu der unter anderem auch François Bourbotte, André Cheuva und Franz Czernicky gehörten) und schloss die Saison nur auf einem elften Rang ab. Libérati waren bei 23 Punktspielen erneut 15 Tore gelungen.
Im Sommer 1935 folgte er einem Angebot des FC Sochaux, wo er sich in einer Mannschaft mit Étienne Mattler und vor allem an der Seite dreier hochkarätiger Stürmer (Roger Courtois, André Abegglen und André Simonyi) auch persönlich viel erhoffen konnte. Aufgrund einer Verletzung kam Ernest Libérati dort aber zu lediglich sechs Ligaeinsätzen, blieb dabei torlos und gewann weder in der Meisterschaft (Rang 4) noch im Pokal (Ausscheiden im Halbfinale) einen Titel. Daraufhin kehrte er nach Nordfrankreich zurück, wo er beim Zweitdivisionär US Valenciennes-Anzin zu alter Stärke zurückfand. Mit 18 Treffern in 32 Spielen hatte er maßgeblichen Anteil am sofortigen Wiederaufstieg der USVA.
Ob erneute Verletzungsprobleme dafür verantwortlich waren, dass er anschließend seine Profikarriere beendete, ist nicht bekannt. Der auf einzelnen Webseiten angegebenen Behauptung, er habe 1937/38 noch für Olympique Marseille gespielt (wie auch schon 1934/35 für Olympique Lille), widersprechen jedenfalls alle anderen Quellen. Vielmehr zog Libérati nach Brive-la-Gaillarde, wo er eine Anstellung bei der städtischen Polizei fand und nebenbei als Spielertrainer bei ESA Brive dem Fußball verbunden blieb.

### Stationen
- Athlétic Club Amiens (spätestens 1929–1932)
- Sporting Club Fivois (1932–1935)
- Football Club Sochaux-Montbéliard (1935/36)
- Union Sportive Valenciennes-Anzin (1936/37, in D2)
- Étoile Sportive Aiglons Briviste (als Spielertrainer)

## In der Nationalmannschaft
Zwischen Februar 1930 und April 1934 kam Ernest Libérati zu 19 Einsätzen in der französischen Nationalelf und erzielte auch in diesem Kreis vier Treffer. Außerdem absolvierte er ein inoffizielles Länderspiel im August 1930 gegen Brasilien; dies fand direkt nach Abschluss der ersten Weltmeisterschaft in Uruguay statt, bei der der Rechtsaußen alle drei Spiele der Bleus bestritt. Ein Tor gelang ihm dort zwar nicht, wohl aber gab er im Eröffnungsspiel gegen Mexiko die entscheidende Vorlage zum ersten je bei einer WM-Endrunde erzielten Tor, durch das v. a. der Schütze Lucien Laurent in die Fußballannalen einging.
Libérati, der im Nationalteam auf seiner Position den langjährigen Spielführer Jules Dewaquez ablöste, stand auch mehrmals gegen Mannschaften aus dem deutschsprachigen Raum auf dem Rasen: gegen die Schweiz (1930 beim 3:3, 1932 beim 3:3, jeweils ein Tor), Luxemburg (1934 beim 6:1, ein Tor), Belgien (zweimal 1930 beim 1:6 bzw. 2:2, 1932 beim 2:5 und 1934 beim 3:2) und Deutschland (1933 beim 3:3). Ein weiterer Treffer gelang ihm beim 5:2-Sieg über England im Mai 1931, als sich sämtliche fünf französischen Stürmer in die Torschützenliste einzutragen vermochten (außer Libérati noch Edmond Delfour, Robert Mercier, Lucien Laurent und Marcel Langiller).

## Palmarès
- Französischer Vizemeister 1934
- Französischer Pokalhalbfinalist 1930 und 1936
- 19 A-Länderspiele (4 Treffer), davon 16 in seiner Zeit bei Amiens, 3 bei Fives; WM-Teilnehmer 1930